# Тінікум Тауншип (округ Делавар, Пенсільванія)
Тінікум Тауншип (англ. Tinicum Township) — селище (англ. township) в США, в окрузі Делавер штату Пенсільванія. Населення — 3983 особи (2020).

## Демографія
Згідно з переписом 2010 року, у селищі мешкала 4091 особа в 1685 домогосподарствах у складі 1027 родин. Було 1838 помешкань
Расовий склад населення:
| - 93,7 % — білих - 2,0 % — азіатів - 1,7 % — чорних або афроамериканців - 0,2 % — корінних американців |

До двох чи більше рас належало 1,9 %. Частка іспаномовних становила 2,2 % від усіх жителів.
За віковим діапазоном населення розподілялося таким чином: 20,4 % — особи молодші 18 років, 64,6 % — особи у віці 18—64 років, 15,0 % — особи у віці 65 років та старші. Медіана віку мешканця становила 41,9 року. На 100 осіб жіночої статі у селищі припадало 103,4 чоловіків;  на 100 жінок у віці від 18 років та старших — 99,4 чоловіків також старших 18 років.
Середній дохід на одне домашнє господарство  становив 61 734 долари США (медіана — 47 586), а середній дохід на одну сім'ю — 74 067 доларів (медіана — 58 175). Медіана доходів становила 47 424 долари для чоловіків та 35 587 доларів для жінок. За межею бідності перебувало 11,6 % осіб, у тому числі 16,7 % дітей у віці до 18 років та 5,8 % осіб у віці 65 років та старших.
Цивільне працевлаштоване населення становило 1942 особи. Основні галузі зайнятості: транспорт — 16,5 %, освіта, охорона здоров'я та соціальна допомога — 14,8 %, роздрібна торгівля — 11,5 %, виробництво — 11,1 %.